# Peristediidae
Peristediidae – rodzina morskich ryb z rzędu skorpenokształtnych (Scorpaeniformes).

## Występowanie
Ocean Atlantycki, Ocean Indyjski, Ocean Spokojny

## Klasyfikacja
Rodzaje zaliczane do tej rodziny:
- Gargariscus
- Heminodus
- Paraheminodus
- Peristedion
- Satyrichthys
- Scalicus